# 乱灯江戸影絵
『乱灯江戸影絵』（らんとうえどかげえ）は、松本清張の長編時代小説。享保年間を舞台に、目安箱への上書を発端とする連続殺人事件を描く。『大岡政談』のタイトルで『朝日新聞』夕刊に連載され（1963年3月21日付 - 1964年4月29日付、連載時の挿絵は田代光）、1985年12月に上下巻の単行本が角川書店より刊行された。

## あらすじ

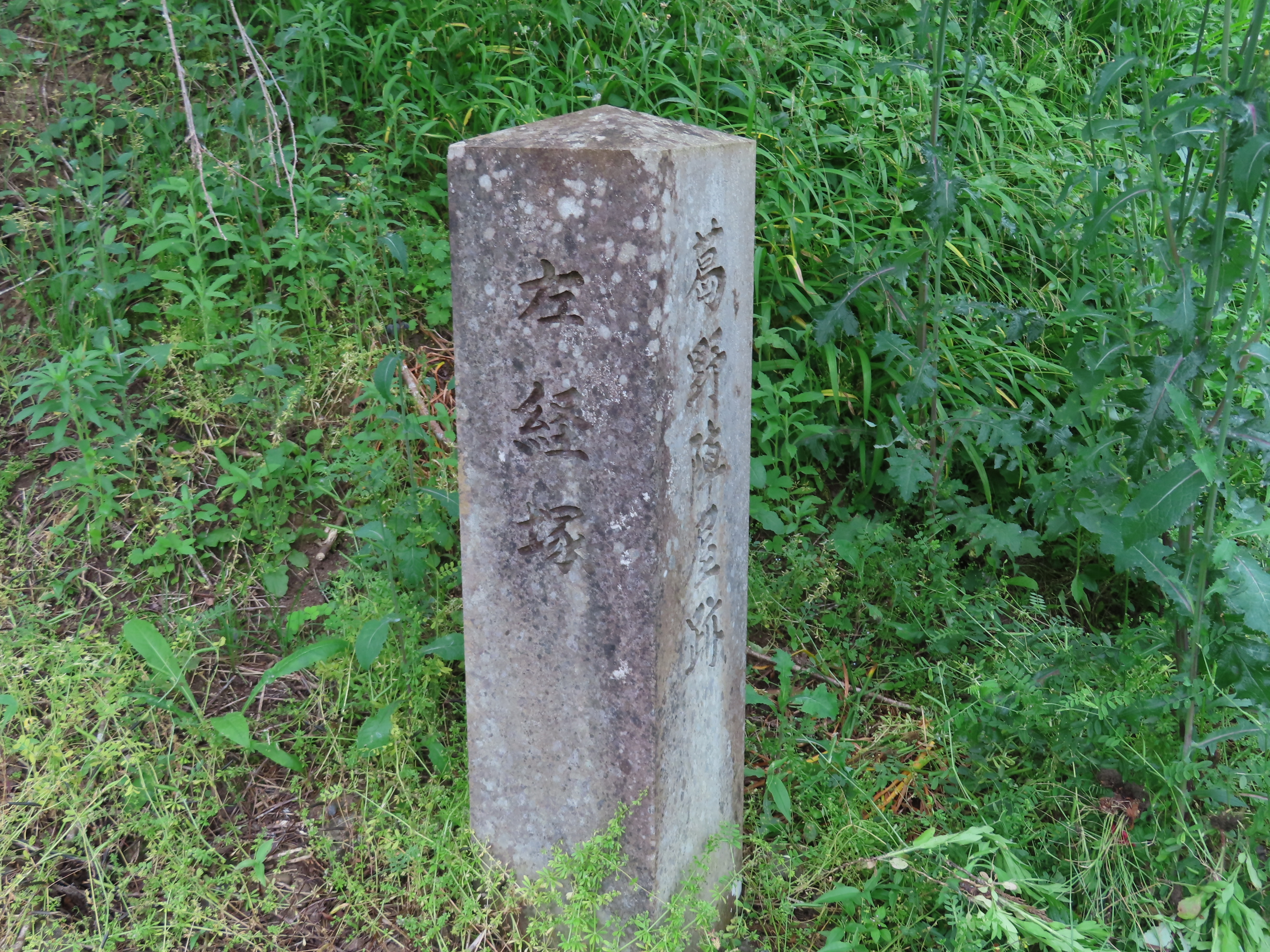
徳川吉宗の領知であった葛野藩の陣屋跡を示す石碑（福井県越前町）

享保11年4月のこと、目安箱に浪人・岩瀬又兵衛と記名された怪上書があった。内容を読んだ将軍・徳川吉宗は、衝撃を受けたときのようにしばらく眼を閉じて考え、江戸町奉行の大岡忠相に、上書の差出人を確かめるよう命じる。吉宗が上書を老中や三奉行にも見せなかったことから、内容が老中や三奉行の誰かに関係すると忠相は睨み、与力の小林勘蔵の進言で、南町奉行所の香月弥作が隠密に探索に着手する。弥作は岡っ引の藤兵衛と共に調査にあたるが、目安箱の投書で評判をとった山下幸内の消失や、奇怪な鍼医者の黒坂江南、百姓の水死など、不審な出来事に出くわす。
上書の内容に動揺のおさまっていない吉宗は、江戸城庭番の青木文十郎に直々の密命を下す。弥作は釣友達の文十郎が姿を見せなくなり、普段着のまま絵筆を持って他国に出たと聞き、首をかしげるが、続いて増上寺近くで殺人事件が発生、殺された尼僧の安寿が、吉宗の長男・徳川家重と縁故を持つ、伊勢守の大久保政忠の身寄りの者であることが判明する。現場で寝ていた浮浪者の幸太が下手人として捕縛されたが、疑問に思った弥作は藤兵衛と独自に事件に介入し、現場に越前焼のかけらが落ちているのを発見する。
吉宗の隠密として越前国に入った文十郎は、旅絵師の八木宝泉の名で、織田村にある越前焼の窯元坪平に滞在し、鯖江藩の家老の佐野外記に見せるための絵に着手しようとしていたが、狂人が出たといって騒ぐ人々の様子を不思議に思う。文十郎は自分が生きていることを何らかの方法で妻の雪に報らせたいとも考え、文十郎を慕ってきた旅籠の女中・里に、越前焼の小壺を江戸の弥作に送るように頼む。織田村から北へ向かった文十郎は、病疾に関わる出生の秘密と、およそ15年前、一村がことごとく葛野藩の代官により焼き払われた細木村の事実を知らされる。
忠相は遠い身寄りの伊川申翁との会話から、一連の事件の背景に気づき始め、大久保家が以前越前国丹生郡で吉宗の領知の代官をしていたこと、江南も越前関係の人間であると、弥作の推察と同調する。忠相の計らいから幸太は釈放され。大久保伊勢守一派、佐野外記を中心とする鯖江藩、吉宗への上書を実行した福井藩の間での攻め合いの渦が表面化する。
政道の便利のためには、小の虫を殺すことになるのはやむを得ない。吉宗の意を汲んだ忠相の計らいが功を奏し、越前国に端を発する野望は砕かれる。事件収束後、弥作は藤兵衛と、回り灯籠の絵のような事件を回顧し、名奉行だからこそ曲ったことをするのだと語る。

## 主な登場人物
- 歴史的人物の実際に関してはリンク先を参照。

大岡忠相
越前守の江戸町奉行。名奉行として、江戸市民に大そう評判がよい。
香月弥作（かつきやさく）
南町奉行所手付の同心で吟味方下役。元記録係。
藤兵衛
弥作配下の熟練の岡っ引。神田の佐久間町に住む。
青木文十郎
徳川吉宗の御庭番。狩野派の絵の心得を持つ。弥作の釣友だち。
雪
文十郎の妻。夫の急な旅を弥作に話す。
里
北陸街道沿いの旅籠上総屋の女中。宿泊した文十郎を慕う。
本多織部（ほんだおりべ）
福井藩家老の本多修理の次男。若くして隠居。弥作とは釣を通じて知り合う。
黒坂江南
杉山流の看板を掲げる四谷塩町の鍼灸師。
幸太
安寿庵の尼僧殺人事件の犯人として捕縛された浮浪者。
大久保政忠
徳川家重の生母の養父であった大久保八郎五郎の次男で直参旗本。千駄ヶ谷の下屋敷に住む。
おとわ
大久保伊勢守の妾で、もと屋敷に出入りの植木屋の娘。
佐野外記（さのげき）
鯖江藩間部若狭守の家老。間部家の復興を望み大久保伊勢守を威嚇する。
喜十（きじゅう）
大久保伊勢守の家来。他方、佐野外記にも足軽万平の名で通じている密偵。すがめ。
笠井隼人（かさいはやと）
越前丹生郡の侍。
平太郎
織田村の越前焼窯元・坪平の息子。
小林勘蔵
忠相の部下の与力。弥作の起用を忠相に推薦する。
伊川申翁（いかわしんおう）
もと牛込の町医者で、忠相の遠い寄辺にあたる。
山本右京太
忠相の部下の用心で公用人。
安藤重行（あんどうしげゆき）
美濃加納を領する対馬守で老中の一人。家重の後見役。
松平乗邑
佐倉藩左近将監。吉宗に抜擢され老中となる。吉宗の子の一人・小次郎についている。
徳川吉宗
質素倹約を行い名君の名が高い。秩序を大事にする。紀州家出身だが、越前国丹生郡に領知を持ったことがある。
徳川家重
吉宗の側女・末子との間の子。次代将軍職を嗣ぐ世子とされるが、虚弱で癇性持ち、言語不明瞭。

## エピソード
- 評論家の川本三郎は「上司の大岡越前守忠相が老練、したたかな大人とすれば、香月弥作は、まだ無垢な若者である」が、正義感に燃えたイノセントな若者が、いつしか上司の「曲ったこと」を認めざるを得ない心境にたちいたっている。その意味で本書は、（香月弥作の）逆成長小説だということも出来る」と評し、「青木文十郎は本書のもう一人の主人公といっていいだろう。彼もまた香月と同じように若い」「松本清張は、この二人のまったく対照的な運命をたどる若者をよく書き込んでいる。権力機構は、こういう若者たちを犠牲にすることによって肥大化していく」と述べている[1]。
- 日本近世史学者の大石学は、享保期における大名屋敷の配置では、福井藩の向かいの屋敷は（作中設定の間部家ではなく）美濃岩村藩である等、史実と作中設定との違いを考証した上で、本作において著者が「民衆的な視点・評価と権力内部からの視点・評価の違い」を記し「権力者が作ったヒーローとして、大岡をとらえることの可能性も指摘しているといえる」と評している[2]。